# Anaïs Taracena
Anais Taracena (Guatemala) és una cineasta documental i productora guatemalenca. Els seus treballs s'han projectat en festivals internacionals, universitats i comunitats. El seu primer llargmetratge "El silenci del topo" ha obtingut 23 premis internacionals en festivals de cinema.

## Formació
Graduada de màster en ciències polítiques, ha dirigit projectes audiovisuals enfocats en memòria, gènere i drets humans. Com a gestora cultural ha treballat amb col·lectius impartint tallers i trobades per a promoure el cinema i l'audiovisual. Ha col·laborat de manera independent com a fotògrafa i realitzadora audiovisual amb organitzacions de drets humans.
"El silenci del Topo" la seva òpera prima, es va estrenar al festival Hot Docs 2021, va guanyar el Biznaga de Plata a millor documental al Festival de Màlaga (Espanya), Tim Hetherington Award en Sheffield Doc Fest (UK), Special Jury Prize al Jeonju International Film Festival 2022 (Corea del Sud), Premi Coral Especial al Festival Internacional del Nou Cinema Llatinoamericà de l'Havana (Cuba) entre d'altres.

## Filmografia
| Títol                     | Any  | Durada    | Produït                                     |
| ------------------------- | ---- | --------- | ------------------------------------------- |
| De tripas corazón         | 2011 | 15 minuts |                                             |
| 20 años después           | 2017 | 52 minuts | Migmetratge, co-direcció de Rafael González |
| Desenredar el ser         | 2018 | 8 minuts  | Plaza Pública                               |
| Entre voces               | 2018 | 8 minuts  | Plaza Pública                               |
| Los médicos de la montaña | 2019 | 26 minuts |                                             |
| Dos Ríos                  | 2022 | 44 minuts | Co-direcció amb Laura Bermúdez              |

| Títol                | Any  | Durada    | Comentaris  |
| -------------------- | ---- | --------- | ----------- |
| El Silencio del Topo | 2021 | 92 minuts | Opera Prima |
|                      |      |           |             |

## Premis
- Millor Documental Internacional, Izdoc 2022, Turquia (El silencio del Topo)
- Premi Coral Especial del Jurat, Festival de Cinema de l'Havana 2022, Cuba (El silencio del Topo)
- Millor Documental Centreamericà, Festival ICARO 2022, Guatemala (El silencio del Topo)
- Millor Documental, Festival LatinUy Operes primes 2022, l'Uruguai (El silencio del Topo)
- Esment temàtic, FESAALP- Festival de Cinema Llatinoamericà de La Plata, l'Argentina (El silencio del Topo)
- Esment Especial, Festival de Cinema Iber-Llatinoamericà de Trieste, Itàlia (El silencio del Topo)
- Premi Drets Humans, Festival Llatinoamericà de Cinema de Rosario, l'Argentina (El silencio del Topo)
- Best Documentary Iber-LatinAmerican Film Festival of Yale, US (El silencio del Topo)
- Millor pel·lícula Iberoamericana en els Premis Macondo 2022, Acadèmia de les Arts i Ciències Cinematogràfiques de Colòmbia (El silencio del Topo)
- Millor Opera Prima, Atlantidoc 2022, l'Uruguai (El silencio del Topo)
- Audience Awards, Festival Majordocs 2022, Espanya (El silencio del Topo)
- Premi Pukañawi, Ull Llatinoamericà, Festival International de Drets Humans de Sucre, Bolívia (El silencio del Topo)
- Més ben Documental Internacional, Acampadoc 2022, Panamà (El silencio del Topo)
- Best Documentary Jury Award, Cinemes les Americas International Film Festival 2022, US (El silencio del Topo)
- Special Jury Prize, Jeonju International Film Festival 2022, Corea del Sud, (El silencio del Topo)
- LASSA Award of Merit in Film, LASSA Film Festival 2022, US, (El silencio del Topo)
- Premi del Público Docs Jalisco 2022, Mèxic, (El silencio del Topo)
- Biznaga de Plata Millor Documental, Festival Internacional de Cinema de Màlaga, Espanya, (El silencio del Topo)
- "Gilda Vieira De Mello Award" Documental de creació, FIFDH 2022, Suïssa, (El silencio del Topo)
- Best Documentary, New Creator Film Awards 2022, US, (El silencio del Topo)
- Premi del jurat millor documental "La nostra Amèrica", Docs Mx 2021, Mèxic (El silencio del Topo)
- Esment especial Truth Dox Competition, Dokufest 2021, Kosovo, (El silencio del Topo)

Premi Tim Hetherington Award, Sheffield DocFest 2021, UK, (El silencio del Topo)